# Gomshall
Gomshall är en by i civil parish Shere, i distriktet Guildford, i grevskapet Surrey, i England. Byn är belägen 9 km från Guildford. Byn hade 1 376 invånare år 2021. Byn nämndes i Domedagsboken (Domesday Book) år 1086, och kallades då Gomeselle.